# William H. Macy
William Hall Macy, Jr. (* 13. března 1950) je americký filmový herec. Zároveň vyučuje herectví a divadelní projev. Ve filmové branži je aktivní od roku 1971. Známý je zejména svými rolemi ve filmech Fargo, Air Force One, Sahara nebo Jurský park 3.
Za svojí hereckou kariéru dokázal získal dvě ceny Emmy, čtyři Ceny Sdružení filmových a televizních herců a nominaci na Oscara v kategorii nejlepší herecký výkon ve vedlejší roli. Od roku 2011 hraje v seriálu Shameless.

## Filmografie

### Film
| Rok  | Název                                             | Role                          | Poznámky        |
| ---- | ------------------------------------------------- | ----------------------------- | --------------- |
| 1980 | Foolin' Around                                    | Bronski                       |                 |
| 1980 | Kdysi dávno                                       | kritik                        |                 |
| 1983 | Beze stopy                                        | reportér                      |                 |
| 1985 | Poslední drak                                     | J. J.                         |                 |
| 1987 | Zlaté časy rádia                                  | rádiový herec                 |                 |
| 1987 | Hráčské doupě                                     | seržant Moran                 |                 |
| 1988 | S mafií v patách                                  | Billy Drake                   |                 |
| 1991 | Vražda                                            | Tim Sullivan                  |                 |
| 1993 | Jsme jenom lidi                                   | Boris                         |                 |
| 1993 | Benny a Joon                                      | Randy Burch                   |                 |
| 1993 | Nevinné tahy                                      | Otec Peteyho                  |                 |
| 1994 | Nebezpečný klient                                 | Dr. Greenway                  |                 |
| 1995 | Vražda prvního stupně                             | D.A. William McNeil           |                 |
| 1995 | Oleanna                                           | John                          |                 |
| 1995 | Smrt v dohledu                                    | Steven Meeker                 |                 |
| 1995 | Machři                                            | magnát kolejí                 |                 |
| 1995 | Opus pana Hollanda                                | viceprezidnent Gene Wolters   |                 |
| 1995 | Evolver                                           | Evolver (hlas)                |                 |
| 1996 | Fargo                                             | Jerry Lundegaard              |                 |
| 1996 | Věznice Andersonville                             | Chandler                      |                 |
| 1996 | Periskop nahoru a dolů                            | poručík Carl Knox             |                 |
| 1996 | Duch minulosti                                    | Charlie Crisco                |                 |
| 1996 | Hit Me                                            | policista                     |                 |
| 1997 | Colin Fitz                                        | pan O'Day / Colin Fitz        |                 |
| 1997 | Air Force One                                     | major Norman Caldwell         |                 |
| 1997 | Hříšné noci                                       | malý Bill Thompson            |                 |
| 1997 | Vrtěti psem                                       | CIA agent Charles Young       |                 |
| 1998 | Městečko Pleasantville                            | George Parker                 |                 |
| 1998 | Psycho                                            | Milton Arbogast               |                 |
| 1998 | Tajemství N.I.M.H. 2                              | Justin (hlas)                 |                 |
| 1998 | Žaloba                                            | James Gordon                  |                 |
| 1998 | Podvod                                            | Bobby Sommerdinger            |                 |
| 1999 | Happy Texas                                       | šerif Chappy Dent             |                 |
| 1999 | Mystery Men                                       | Mistr rýče                    |                 |
| 1999 | Taková malá vražda                                | Terry Thorpe                  |                 |
| 1999 | The Night of the Headless Horseman                | Ichabod Crane (hlas)          |                 |
| 1999 | Magnolia                                          | Donnie Smith                  |                 |
| 2000 | Velké trable malého města                         | Walt Price                    |                 |
| 2000 | Panika                                            | Alex                          |                 |
| 2001 | Jurský park 3                                     | Paul Kirby                    |                 |
| 2001 | Ohnisko nenávisti                                 | Lawrence „Larry“ Newman       |                 |
| 2002 | Vánoční příběh                                    | Glenn                         |                 |
| 2002 | Bombakšeft                                        | Riley                         |                 |
| 2003 | Smolař                                            | Bernie Lootz                  |                 |
| 2003 | Bezstarostní jezdci, zuřící býci                  | vypravěč                      | dokument        |
| 2003 | Jak ukrást Sinatru                                | John Irwin                    |                 |
| 2003 | Seabiscuit                                        | Tick Tock McGlaughlin         |                 |
| 2004 | Cellular                                          | seržant Bob Mooney            |                 |
| 2004 | V rukách nepřítele                                | vedoucí lodě Nathan Travers   |                 |
| 2004 | Pravidla boje                                     | Stoddard                      |                 |
| 2005 | Sahara                                            | admirál James Sandecker       |                 |
| 2005 | Portrét šílenství                                 | Edmond Burke                  |                 |
| 2005 | Děkujeme, že kouříte                              | Senator Ortolan K. Finistirre |                 |
| 2006 | Doogal                                            | Brian, had (hlas)             |                 |
| 2006 | Bobby                                             | Paul                          |                 |
| 2006 | Malý zázrak                                       | Lefty Maginnis (hlas)         |                 |
| 2006 | Choose Your Own Adventure: The Abominable Snowman | Rudyard North                 |                 |
| 2006 | Inland Empire                                     | ohlašovatel                   |                 |
| 2007 | Divočáci                                          | Dudley Frank                  |                 |
| 2007 | Byl to tichý muž                                  | Gene Shelby                   |                 |
| 2008 | Kšeft                                             | Charlie Berns                 |                 |
| 2008 | Maturitní sex                                     | Ernie Stein                   |                 |
| 2008 | Příběh o Zoufálkovi                               | Lester (hlas)                 |                 |
| 2009 | Staří a neklidní                                  | George                        |                 |
| 2009 | Prckové                                           | Dr. Noseworthy                |                 |
| 2010 | Marmaduk                                          | Don Twombly                   |                 |
| 2010 | Dirty Girl                                        | Ray                           |                 |
| 2011 | Obhájce                                           | Frank Levin                   |                 |
| 2012 | Sezení                                            | Otec Brendan                  |                 |
| 2013 | Jednou ranou                                      | Pitt                          |                 |
| 2013 | Věř mi                                            | Gary                          |                 |
| 2014 | Zvedá se vítr                                     | Satomi (hlas)                 | anglický dabing |
| 2014 | Ernest & Celestine                                | hlavní zubař (hlas)           |                 |
| 2014 | Bez kormidla                                      | Emcee                         | také režisér    |
| 2014 | Dort                                              | Leonard                       |                 |
| 2014 | Zápisky o dospívání                               | Carl                          |                 |
| 2015 | Walter                                            | Dr. Corman                    |                 |
| 2015 | Stealing Cars                                     | Philip Wyatt                  |                 |
| 2015 | Room                                              | Robert „Děda“ Newsome         |                 |
| 2015 | Linka modlitby                                    | Bill                          |                 |
| 2016 | Ve jménu krve                                     | Kirby                         |                 |
| 2017 | The Layover                                       |                               | režisér         |
| 2017 | Krystal                                           | Wyatt                         | také režisér    |

### Televize
| Rok       | Název                           | Role                                 | Poznámky                      |
| --------- | ------------------------------- | ------------------------------------ | ----------------------------- |
| 1978      | The Awakening Land              | Will Beagle                          | 3 díly                        |
| 1984      | Země kouzel a zázraků           | Želva (hlas)                         | TV film                       |
| 1985–1988 | Spencer: For Hire               | Efrem Connors                        | 3 díly                        |
| 1986      | Kate & Allie                    | Carl                                 | díl: „General Hospital“       |
| 1987      | The Equalizer                   | Dr. Spaulding                        | díl: „Hand and Glove“         |
| 1988      | Vražda Mary Phaganové           | Randy                                | TV film                       |
| 1988      | Lip Service                     |                                      | TV film, režisér              |
| 1990      | Zákon a pořádek                 | John McCormack                       | díl: „Nejoblíbenější výběrčí“ |
| 1992      | Zákon a pořádek                 | Powell                               | díl: „Sisters of Mercy“       |
| 1992      | Případ vraždy Carolyn Warmusové | Booth                                | TV film                       |
| 1992      | Vodní motor                     | Charles Lang                         | TV film                       |
| 1993      | Bakersfield P.D.                | Russell Karp                         | díl: „Cable Does Not Pay“     |
| 1993      | Právo v Los Angeles             | Bernard Ruskin                       | díl: „Rhyme and Punishment“   |
| 1994–2009 | Pohotovost                      | Dr. David Morgenstern                | 31 dílů                       |
| 1998      | Superman: The Animated Series   | The Director                         | díl: „Where There's Smoke“    |
| 1998      | The Lionhearts                  | Leo Lionheart                        | 13 dílů                       |
| 1998      | Tatík Hill a spol.              | Dr. Rubin (hlas)                     | díl: „Pregnant Paws“          |
| 1999      | Batman budoucnosti              | Aaron Herbst (hlas)                  | díl: „Disappearing Inque“     |
| 1999–2000 | Studio sport                    | Sam Donovan                          | 6 dílů                        |
| 2000      | Batman budoucnosti              | Karros (hlas)                        | díl: „Big Time“               |
| 2002      | Od dveří ke dveřím              | Bill Porter                          | TV film                       |
| 2003      | Manželská krize                 | Steven                               | 6 dílů                        |
| 2004      | Nenapravitelné chyby            | Arthur Raven                         | TV film                       |
| 2005      | Anděl strážný                   | Charlie Gigot                        | TV film                       |
| 2006      | Simpsonovi                      | sám sebe (hlas)                      | díl: „Čí je vlastně Homer?“   |
| 2006      | Nightmares and Dreamscapes      | Sam Landry / Clyde Umney             | TV film                       |
| 2006–07   | Zvědavý George                  | vypravěč                             | 30 dílů                       |
| 2007      | Jednotka zvláštního určení      | prezident Spojených států amerických | díl: „V komoře u prezidenta“  |
| 2011–21   | Shameless                       | Frank Gallagher                      | hlavní role                   |